# Boldog Alexandrina Maria da Costa
Alexandrina Maria da Costa (Balasar, 1904. március 30. –‎ Balasar, 1955. október 13.), ismertebb nevén Balazar Bolgod Alexandrina, portugál misztikus és áldozatkész lélek, a Szalézi Együttműködők Egyesületének tagja, Balazarban (egy vidéki plébánia) született és halt meg. Póvoa de Varzim). 2004. április 25-én II. János Pál pápa áldottnak nyilvánította, és kijelentette, hogy „a szentség titka a Krisztus iránti szeretet”.

## A kezdetek

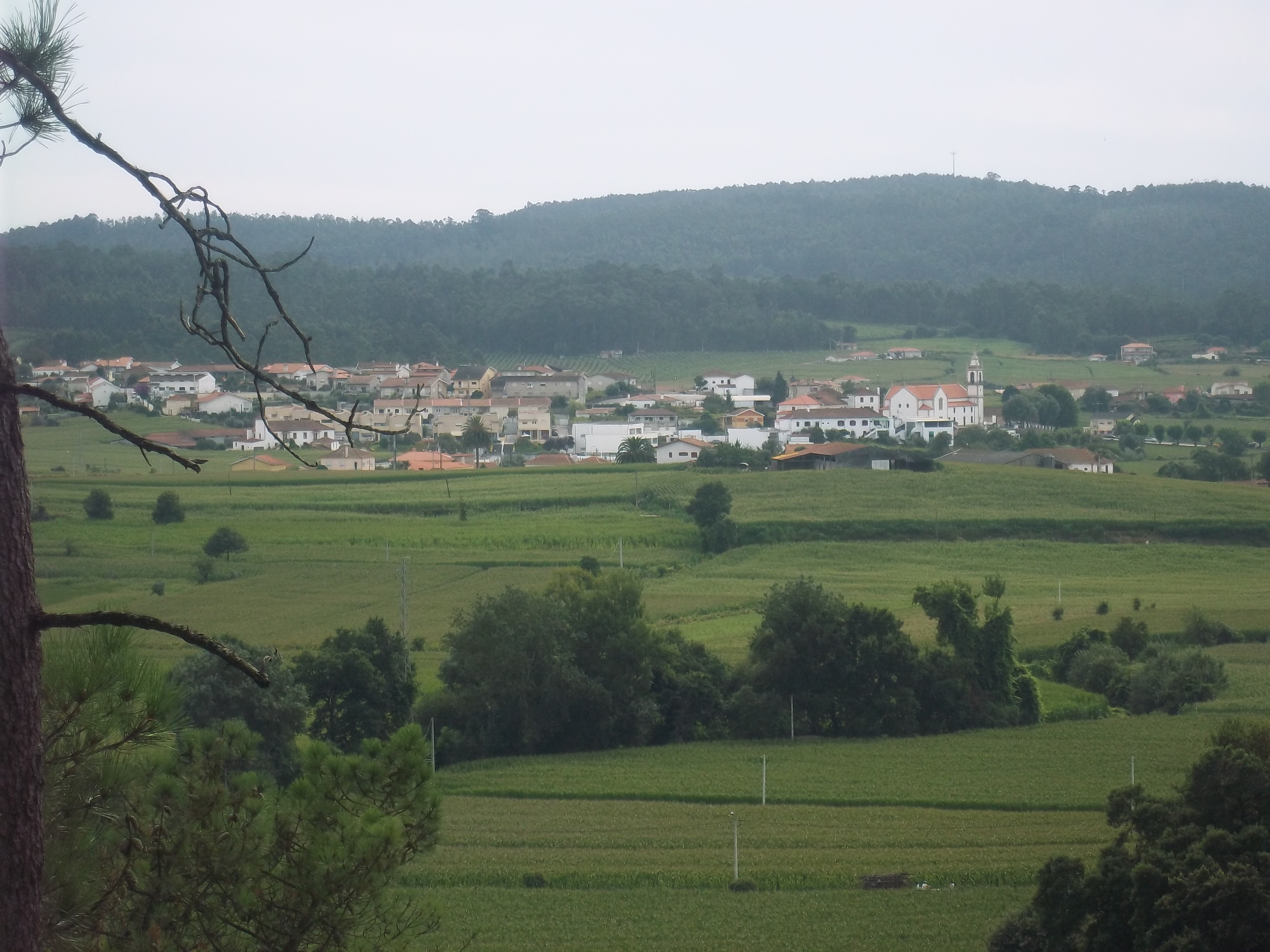
Balazar látképe

Alexandrina Maria da Costa 1904. március 30-án született Balazarban, a portugáliai Póvoa de Varzim vidéki plébániájában. Édesapja még nagyon fiatalon elhagyta a családot. Csak tizennyolc hónapig tanult, és kilencévesen egy farmra küldték. Tinédzser korában nővérével együtt varrónőként kezdett el dolgozni Balazaron.
Alexandrina elmondta, hogy amikor egy más lányokkal vidékre ment, virágot szedett, amiből később virágszőnyegeket készített a Póvoa de Varzim-i Fájdalmas Boldogasszony templomba.
14 évesen, 1918 márciusában egy incidens megváltoztatta az életét. Volt munkaadója két másik férfival együtt megpróbált behatolni a szobájába, hogy megerőszakolja. Hogy elkerülje őket, Alexandrina 4 métert zuhant az ablakból kiugorva, és alig maradt életben. A gerince eltört az eséstől. Alexandrina 19 éves koráig még „vonszolhatta magát” a templomba, ahol lehajolhatott és imádkozhatott, a plébánosok legnagyobb megdöbbenésére. Korai éveiben Alexandrina a Szűzanyától kérte a gyógyulás kegyelmét. 1925-től körülbelül 30 éven át ágyhoz kötött volt. A plébános Mária Szeplőtelen Szíve szobrát adta kölcsön neki május hónapra.

## Későbbi élete
1938 júniusában Alexandrina gyóntatója, Mariano Pinho kérésére több portugál püspök megírta XI. Pius pápának, és arra kérte, hogy szentelje fel a világot Mária Szeplőtelen Szívének. Ezt a kérést többször megújították 1941-ig, amikor is a Szentszék háromszor kérte a bragai érseket, hogy adjon tájékoztatást Alexandrináról.
1938-ban Eugenio Pacelli bíboros volt a Vatikán államtitkára, 1939. március elején pedig XII. Piusz pápa lett. 1942-ben a világ felszentelését vizsgálta.

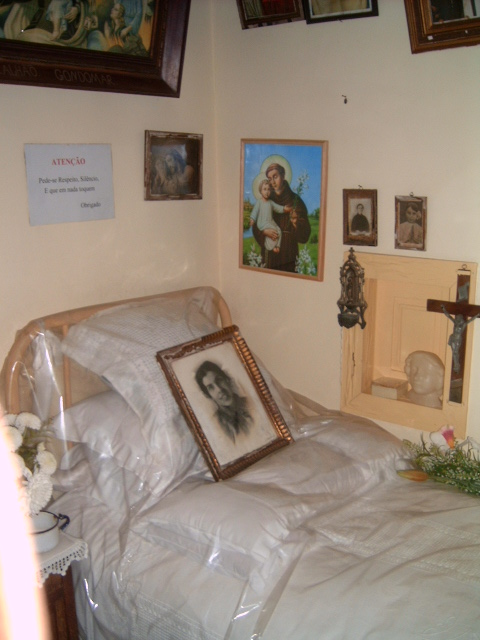
Boldog Alexandrina hálószobája Balazárban

Vatikáni életrajza szerint 1942 márciusától, körülbelül 13 éven keresztül haláláig, a Szent Eucharisztián kívül nem kapott élelmet, súlya pedig körülbelül 33 kilogramm (73 lb). Orvosok vizsgálták meg, eredmény nélkül.

## Sírköve

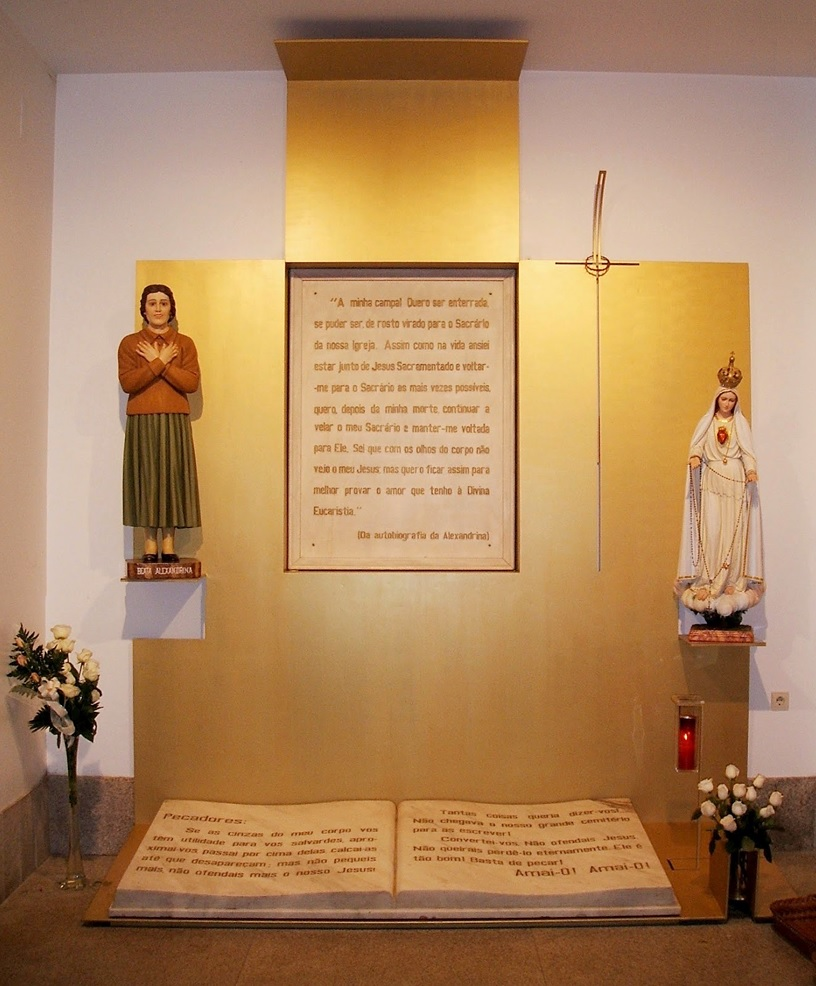
Boldog Alexandrina sírja Balazárban

Kérésére a következő szavakat írták a sírkövére:
„Bűnösök, ha testem pora segíthet megmenteni titeket, gyertek közel, sétáljatok át rajta, rugdossátok, amíg el nem tűnik. De soha többé ne vétkezzetek: többé ne bántsátok Jézust! Bűnösök, mennyi mindent szeretnék elmondani te.... Ne kockáztasd, hogy örökre elveszítsd Jézust, mert ő olyan jó. Elég a bűnből. Szeresd Jézust, szeresd őt!”

## Fordítás
Ez a szócikk részben vagy egészben  az   Alexandrina of Balazar című angol Wikipédia-szócikk ezen változatának fordításán alapul.  Az eredeti cikk szerkesztőit annak laptörténete sorolja fel. Ez a jelzés csupán a megfogalmazás eredetét és a szerzői jogokat jelzi, nem szolgál a cikkben szereplő információk forrásmegjelöléseként.

## További irodalom
- Madigan, Leo; Blessed Alexandrina da Costa: The Mystical Martyr of Fatima. Fatima-Ophel Books, Fátima, Portugália (2005).
- Johnston, Francis W.; Alexandrina: The Agony and the Glory. Saint Benedict Press, TAN Books (2009).
- Rowles, Kevin. Blessed Alexandrina – Living Miracle of the Eucharist. Twickenham, Egyesült Királyság (2006)
- Amorth, Gabriele; Dietro un sorriso. Beata Alexandrina Maria da Costa. Elledici, Olaszország.
- Pinho, Mariano; No Calvário de Balasar: Alexandrina Maria da Costa. Editorial Apostolado da Oração, Braga, Portugália (2005).
- Silva, Manuel Fernando Sousa e; Caminhos de Balasar: Biografia da Beata Alexandrina. Paulinas Editora, Prior Velho, Portugália (2010)